# 灘尾弘吉

灘尾弘吉銅像

灘尾 弘吉（なだお ひろきち、1899年（明治32年）12月21日 - 1994年（平成6年）1月22日）は、昭和時代の内務・厚生官僚、政治家。衆議院議長（60・61代）、文部大臣（74・75・77・82・83・90代）、厚生大臣（36代）、自由民主党総務会長（18代）等を歴任した。

## 来歴・人物

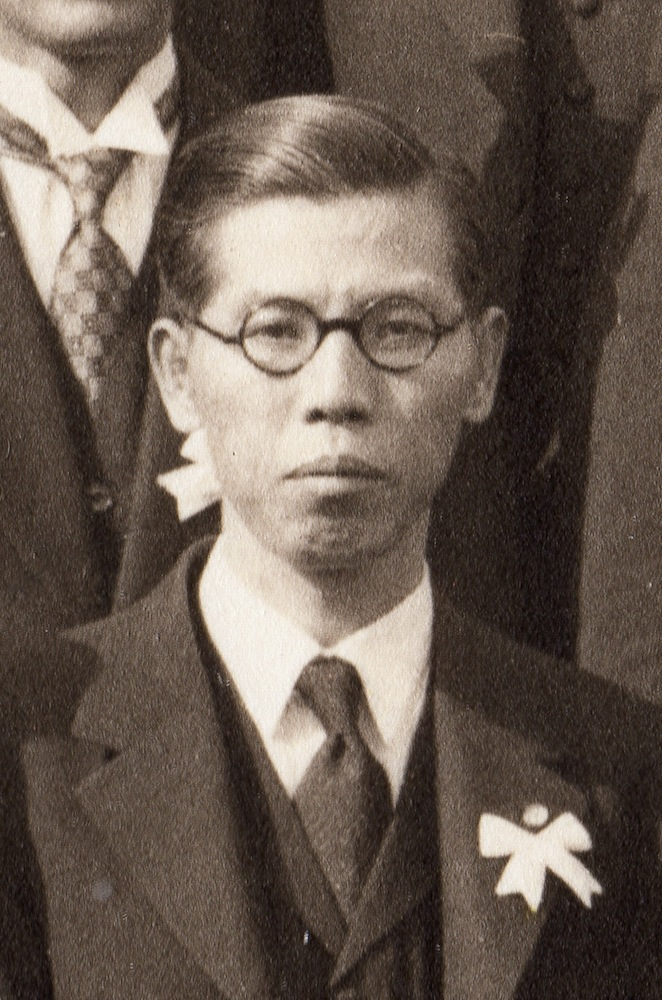
若い頃の灘尾

1899年12月21日広島県佐伯郡大柿村（のち大柿町、現・江田島市）に生まれる。灘尾家は農業の傍ら、木綿の製造と醤油の醸造を営んでいた。父の灘尾夫子俟（なだお ふじまつ）は、早稲田大学の講義録で独学した後、政治に興味を持ち、地元で村会議員、町会議員、村長を務めた。なお、遠縁に5代目三遊亭圓楽がいる（灘尾弘吉の父方のいとこの妻が、圓楽の母の姉にあたる）。
灘尾は折り紙付きの秀才で、小・中学校では「まれに見る神童」と呼ばれ、旧制広島一中、旧制一高、東京帝国大学法学部法律学科を首席で卒業した。一高時代には、皇太子裕仁親王の欧州訪問の際、一高校旗の旗手を務め見送りの学生の先頭に立った。
体調不良と関東大震災の影響で高等文官試験を受けそこねてしまったが、当時内務省の人事課長で広島中学の先輩だった佐上信一の計らいにより、面接のみで入省し、その後正式に高文試験の行政科に合格した。内務省には、成績が抜群に優秀でありながらも事情があって高文試験をパスできなかった者のための採用枠が各期に一つずつあり、それをあてがわれたものであった。
入省後は衛生局調査課に入る。課長は湯沢三千男であり、医務課長であった大達茂雄とも親交を深めた。2年間の見習いののち栃木県庁勤務となり、大塚惟精知事のもとで会計課長兼知事官房主事を務めたが、わずか半年で本省に呼び戻され、社会局の保険部企画課の事務官となり、再び上司となった湯沢のもとで日本で初めての健康保険制度の円滑な運用の任務にあたった。5年後、山崎巌が課長である社会部保護課の事務官に転じ、新たに制定された救護法の運用にあたった。
1935年、社会局社会部福利課長に昇進。1937年、同保護課長。
その後、内務省から保健行政部門が厚生省として分離したことに伴い、厚生省社会局に移る。福利課長、保護課長など社会福祉関係のポストを歴任し、社会事業法を手掛けた。
1938年11月、内務省に呼び戻され、全く畑違いの土木局道路課長となる。このときの部下に細田徳寿と後藤田正晴がいる。1939年4月大臣官房会計課長となり、人事課長の町村金五・文書課長の古井喜実とともに「三羽がらす」と呼ばれた。1940年には『社会事業行政』（常磐書房）を刊行した。
1941年、当時最年少の43歳で大分県知事（官選）となる。翌1942年に厚生省に戻り、厚生省生活局長、衛生局長。1944年に内務省地方局長。
1945年4月、鈴木貫太郎内閣の発足とともに内務次官に就き、地方総監府の設置などを行った。終戦後、東久邇宮内閣発足に伴い慣例に沿って依願免官し、浪人となる。
灘尾は郷里広島に一度戻ったが再度上京。中川望の後任として日本赤十字社の副社長となる話も持ち上がったが、GHQによる旧内務省に対する制裁的措置が進行する中において頓挫。さらに1947年11月に公職追放となる。灘尾は社会福祉関係を渡り歩き、警察・治安関係とは無関係であったことから、周囲からGHQに追放解除申請をするよう勧められたが、灘尾は、解除したければGHQがするべきだと筋論を通した。
1951年8月に追放が解除され、周囲に推されて翌1952年10月の第25回衆議院議員総選挙に広島1区から自由党公認で立候補した。内務次官経験者ではあったが、地元ではそれ程知名度もなく、組織票も無い上、演説も訥弁で声も小さく、地元の利益など一切口にしなかった。だが、かえって誠実であるということで2位当選を果たした（当選同期に福田赳夫・大平正芳・黒金泰美・内田常雄・丹羽喬四郎・宇都宮徳馬・植木庚子郎・加藤精三・山崎巌・今松治郎・重政誠之・町村金五・古井喜実など）。当選後、内務次官時代から面識のあった自由党の緒方竹虎率いる緒方派に所属し、緒方亡き後は石井光次郎の石井派に所属する。
1956年の自由民主党総裁選挙の結果、石橋内閣が成立すると、灘尾は文部大臣に就任。以後、灘尾は第二次池田再改造内閣での厚生大臣（1期）を挟み計6期文部大臣に就任し、「文部大臣は灘尾」と呼ばれることになる。1967年12月28日、記者会見で、国防意識育成の教育が必要であると強調した。
石橋内閣では、最初に日教組対策に直面し、小林武日教組委員長（のち、参議院議員）と会談、対話の端緒を開いた。しかし、第2次岸内閣で文部大臣として入閣すると、日教組とは勤務評定をめぐり激しい対決に終始する。岸内閣が警職法改正案で国会が紛糾した際に池田勇人、三木武夫とともに閣僚辞任した。
池田内閣では厚生大臣に任命され、厚生省と日本医師会が保健医療費値上げ問題で対立していたのを医療問題懇談会を設置して話し合いの場を設け、厚生省の現業部局として増大する社会保険業務を捌くことと、業務部門と監督部門を分けるため社会保険庁を設置した。また医学界の最高権威を幹部にすることで優れた研究者を集めるようにし、それまでと違った病院スタイルを打ち出そうと国立がんセンターを設置した。「センター」という言葉は、灘尾が内務省の若手のとき、欧米の資料を翻訳するに当たり、訳語を作らず、そのまま「センター」として使ったのが始まりで、漢字、平仮名、片仮名の混ざった看板を書く灘尾には感慨があった。「センター」という言葉はここから広く使われるようになった。
1966年の自民党総裁選挙では、立候補もしていない灘尾に対して11票も票が入ったが、当時、黒い霧事件の中で、一服の清涼剤のごとき印象を政界の内外に与えた（灘尾は「自分も入れていれば12票だった」とコメント）。なお、当時の自民党総裁選の規定では、立候補していない議員への票も有効票に数えられており、党史でも灘尾への票が記録されている。
第2次佐藤再改造内閣では文部大臣に起用され、大学紛争に対応した。デモ隊は灘尾邸にもおしかけたが、あまりの陋屋のため戦意喪失、退却を余儀なくされたというエピソードもある。
もともと親台湾派であった灘尾は、1972年の日中国交正常化とそれに伴う台湾（中華民国）との断交に際し、翌1973年に台湾との交流を支援する議員連盟として日華議員懇談会の発足にあたり会長となった。灘尾には中華人民共和国からの招請も度々あったが、台湾側に義理を立てて一度も訪中していない。灘尾らの努力もあって、日台の経済・文化・人的交流関係は国交断絶後も維持された。
1974年、自民党副総裁の椎名悦三郎による推薦で、党三役のひとつ総務会長に就任した。田中金脈問題で田中角栄が首相を退陣し、さらにロッキード事件が表面化したことに伴う自民党の危機に対し、自民党の近代化を以前から主張していた椎名が三木と灘尾が協力することによって自民党改革を実行しようと企図したものであった。
しかし、椎名の目には三木が党改革には消極的に映り、椎名は結局福田赳夫、大平正芳らの挙党体制連絡協議会（挙党協）の「三木おろし」に加担している。椎名と灘尾は、1971年に宏池会会長の座を追われた前尾繁三郎と交友を続けており、毎月一回行った3人の会合は「三賢人の会」と呼ばれた。灘尾は無派閥であったものの、派閥を超えた政策勉強会「金曜会」を主宰しており、党内に影響力をもつ人物同士の会合となった「三賢人の会」は次第に政局の節目で注目を集めるようになった。
1976年9月の党役員改選、内閣改造によって総務会長を退任した。同年に無派閥となった。
1979年10月7日の第35回衆議院議員総選挙の結果、自民党は大敗した前回の衆議院選挙よりも議席を減らし、大平首相の進退をめぐっていわゆる「四十日抗争」が勃発するが、その過程で福田赳夫は大平に対し、誰にも反発されることのない公平無私な人物として灘尾の名を後継総裁候補に挙げている。
総選挙に先立ち、保利茂議長の病気辞任に伴って1979年2月1日第60代衆議院議長に就任しており、総選挙後も引き続き第61代衆議院議長を務めた（戸川猪佐武「小説吉田学校」によると、灘尾を議長留任とすることで大平退陣・灘尾暫定政権の目を封じたい主流派の意向もあったという）。
1980年5月16日、大角主流派に反発する福田・三木・中曽根康弘反主流派が野党の提出した大平内閣不信任案に同調する動きを見せ政局は緊迫の度合いを強くしていた。反主流派は不信任案に同調するか否かをめぐり混乱しており、灘尾は午後3時の予定であった衆議院本会議の開会を午後5時まで延期した。反主流派はそれでも結論に達することができず、再延長を申し込んだが、灘尾はこれを国会を軽視するものと拒否し開会を宣言し、大平内閣不信任案は可決された。その後、5月19日に衆議院議長応接室において解散となり、初の衆参同日選挙に突入（ハプニング解散）。これをもって議長を退任した。
その後は自民党最高顧問を務め、1982年に勲一等旭日桐花大綬章を受章。1983年に政界を引退した（旧広島1区の地盤は粟屋敏信が引き継ぐ）。その後は全国社会福祉協議会会長や日本身体障害者団体連合会（障害者団体としては国内最大の組織規模を有する）会長を務めるなど社会福祉事業への関わりを続けた。1989年3月に長年連れ添った愛妻である敏子が事故で亡くなった際は、灘尾は激しい悲しみに襲われ人目をはばからず嗚咽したという。
1994年1月22日、東京都世田谷区の自宅にて94歳で死去した。

## 年表
- 1918年3月　旧制広島中学卒業
- 1921年3月　第一高等学校卒業
- 1924年4月30日　東京帝国大学法律科（英法）卒業
- 1924年5月6日　内務属（衛生局）[10]
- 1924年11月　高等試験行政科合格[10]
- 1926年5月　栃木県社会課長
- 栃木県会計課長兼官房主事
- 1926年12月6日　内務省社会課事務官[10]
- 1937年2月　社会局書記官
- 1938年1月　厚生省書記官
- 1938年11月9日　内務省書記官　土木局道路課長
- 1939年4月　大臣官房会計課長
- 1941年　官選大分県知事
- 1942年　厚生省生活局長
- 衛生局長
- 1944年　内務省地方局長
- 1945年4月　内務次官
- 1947年11月　公職追放
- 1952年　衆議院議員当選　以後当選12回
- 1956年　文部大臣（石橋内閣）
- 1961年　厚生大臣（池田内閣）
- 1967年　文部大臣（佐藤内閣）
- 1979年　第60代衆議院議長
- 1983年　政界引退

## 関連書籍
- 城山三郎 (1990). 賢人たちの世. 文藝春秋. ISBN 4163121609 文春文庫ほかで再刊。
- 中国新聞社編、高多清在 「広島県名誉県民小伝集 灘尾弘吉」 広島県、1991年
- 「灘尾弘吉先生と語る」 草柳大蔵聞き書き、全国社会福祉協議会、1994年
- 「灘尾弘吉先生追悼集・私の履歴書」2冊組、1996年